# Avestische Schrift
Die avestische Schrift (früher auch Zend-Schrift genannt) ist wesentlich jünger als die gesprochene Sprache Avestisch. Sie entwickelte sich zwecks Verschriftlichung der avestischen Sprache höchstwahrscheinlich zur Zeit des Sassanidenreiches auf der Grundlage der Pahlavi-Schrift, die ihrerseits aus der aramäischen Kursivschrift entstanden war. Die avestische Schrift wurde weiterhin neben den Pahlavi-Varianten für mittelpersische Texte verwendet. Sie ist jedoch im Gegensatz zu dieser ein vollwertiges Lautalphabet aus 37 Konsonanten und 16 Vokalen. Wie bei der arabischen Schrift werden die Buchstaben verbunden und die Schrift wird von rechts nach links geschrieben.
Nach der islamischen Eroberung Irans wurden die Pahlavi-Schrift und die avestische Schrift von der arabischen Schrift zur Schreibung des Persischen ersetzt. Sie wird heute nur noch von Zoroastriern verwendet.